# Syzygium beddomei
Espèce
Synonymes
- Eugenia beddomei Duthie[1]
- Jambosa beddomei (Duthie) Gamble[1]

Statut de conservation UICN

 EN B1+2c : En danger
Syzygium beddomei est une espèce de plantes à fleurs de la famille des Myrtaceae. C'est un arbre originaire de l'état du Tamil Nadu en Inde. Il pousse en milieu tropical humide.

## Publication originale
- Flora of Tamil Nadu : Series 1: Analysis 1: 155. 1983.